# Неот Кедумім

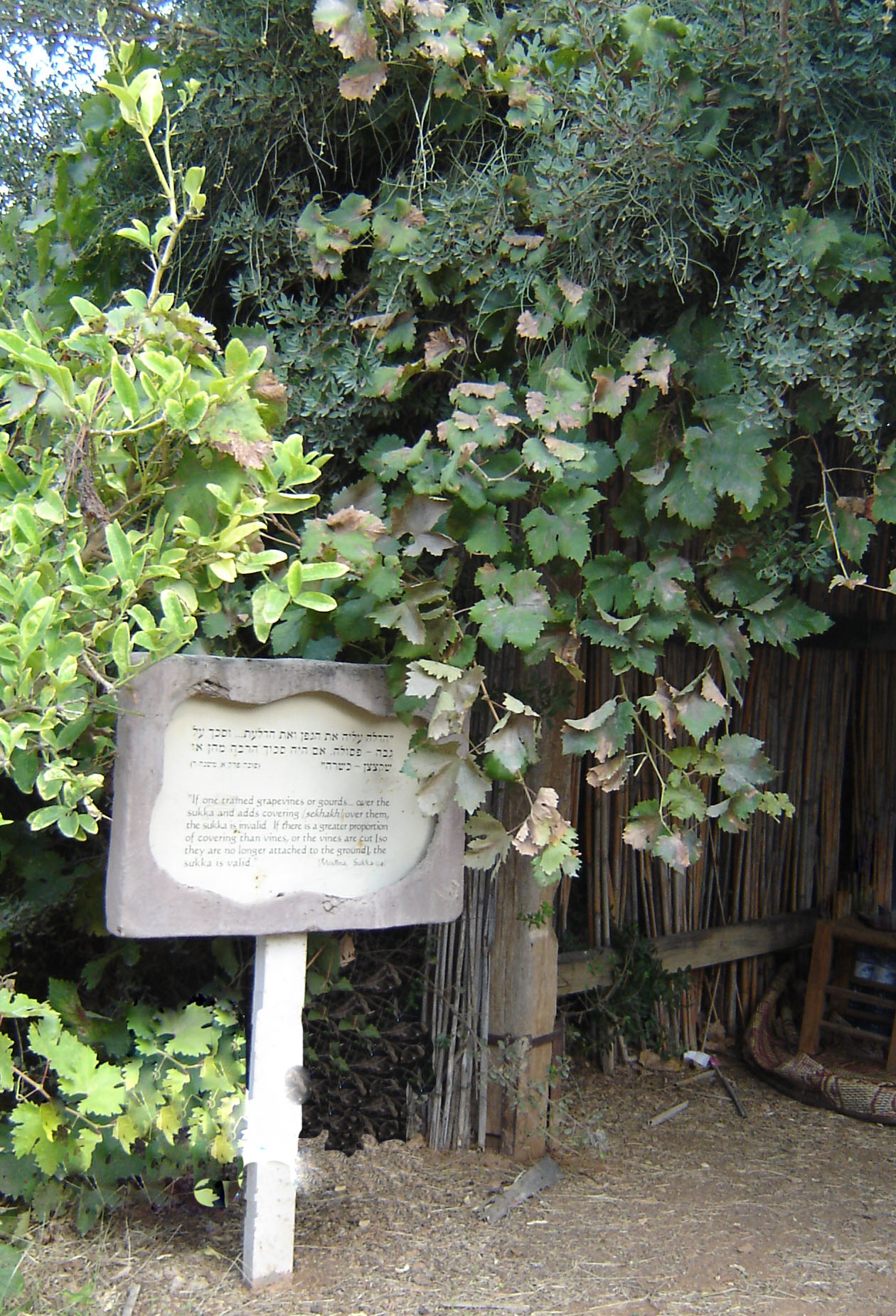
Виноград в Неот Кедумім

Неот Кедумім (івр. נאות קדומים) (досл. красиві місця давніх часів) — біблійний сад та природний заповідник, розташований в місті Модіїн, на півдорозі між Тель-Авівом та Єрусалимом. Парк відтворює ландшафти та рослинний світ, що згадуються у Біблії. Площа парку — 2,5 кв км. Ідея заснування такого біблійного парку виникла ще 1925 року, а 1964 року, за сприяння Бен-Гуріона було придбано відповідну земельну ділянку.